# Izobara
Izobare (grč. isos = jednak, baros = težina) su izolinije koje na grafičkim prikazima spajaju mjesta jednakoga tlaka.

## Izobare u meteorologiji
Izobare, u meteorologiji, su krivulje na zemljopisnoj karti koje spajaju mjesta jednakoga prosječnoga atmosferskoga tlaka reduciranoga na morsku razinu za određeno vremensko razdoblje. Obično se crtaju u razmacima od po 5 hPa. Njihov je međusobni razmak pokazatelj jačine vjetra na otvorenim prostorima (more, ravnice i drugog); što su izobare gušće gradijent tlaka je veći i vjetar jači. Upotrebljavaju se za meteorološka predviđanja, često se prikazuju na sinoptičkim kartama pri televizijskim izvješćivanjima o vremenu.

### Gradijent tlaka
Gradijent tlaka ili barički gradijent je gradijent koji opisuje promjenu tlaka nekog fluida (tekućina ili plin) po udaljenosti. Usmjeren je prema području najbržega smanjivanja tlaka, a mjerna jedinica je paskal po metru (Pa/m).
Vodoravni gradijent atmosferskoga tlaka gradijent je tlaka u atmosferi reduciran na morsku razinu kako bi podatci izmjereni na različitim postajama bili međusobno usporedivi. Česta izvedena mjerna jedinica je hektopaskal po 100 kilometara (hPa/100 km). Vodoravni gradijent tlaka u atmosferi nastaje zbog različite brzine grijanja ili hlađenja zraka nad nehomogenom podlogom, a njegova je posljedica nastanak vjetra. Kad je gradijent tlaka zraka mali, vrijeme je mirno i vjetar slab; kad je gradijent velik, pušu jaki vjetrovi. Na sinoptičkim kartama se vodoravne razlike tlaka u atmosferi prikazuju izobarama, krivuljama koje obuhvaćaju područja istoga tlaka, a što su izobare gušće gradijent tlaka je veći. U našoj zemlji najveći vodoravni gradijent atmosferskoga tlaka zraka uočava se uz obalu kraj Velebita i Gorskoga kotara (zimi oko 8 hPa/100 km, ljeti 3 hPa/100 km).

## Izobare u termodinamici
Izobare, u termodinamici, su krivulje u koordinatnom sustavu koje opisuju promjene obujma (volumena) i temperature (termodinamičkoga stanja) plina pri stalnome tlaku.

## Poveznice
- izolinije